# Братские могилы (Ташкент)
Мемориальный комплекс «Братские могилы» — воинское кладбище-мемориал в городе Ташкенте. На кладбище захоронены тела 1399 солдат и офицеров, в числе которых 27 Героев Советского Союза, умерших в ташкентских эвакуационных госпиталях в годы Великой Отечественной войны.

## История
В годы  войны Ташкент играл важное значение не только как тыловой город, но и как медицинский центр, в который доставлялись раненые солдаты и офицеры с фронта. Так, только главный военный госпиталь Среднеазиатского военного округа за четыре года принял около 36 000 человек. Всего в городе было сформировано 20 эвакуационных госпиталей общей вместимостью 7650 мест, под управлением санитарного отдела Народного комиссариата обороны СССР. Эвакогоспитали №340, 1264, 3661, 3664, 3667, 3668, 3669, 3957, 3958, 3961, 4105 проводили захоронения умерших от ран военнослужащих на территории нынешнего расположения мемориального комплекса, всего в 1941—1945 годах здесь было захоронено 600 солдат и офицеров.
В начале 70-х годов прошлого века руководством Узбекистана было принято решение о возведении на территории воинского кладбища мемориала, приуроченное  к 30-й годовщине победы и переносе на него останков солдат, захороненных в годы войны на Боткинском и Домбрабатском кладбищах Ташкента. Перезахоронения останков начались в 1971 году. 
Мемориальный комплекс «Братские могилы» был возведён по проекту архитекторов Я. Афанасьева и Л. Адамова, скульпторов Л. Рябцева и В. Лунёва. По замыслу авторов экспозиция комплекса разбита на две части, первая посвящена городам-героям, а вторая часть воинское кладбище. От центрального входа с улицы Шота Руставели начинается широкая лестница — Аллея городов-героев, каждый из 10 лестничных маршей увенчан гранитной стеллой с высеченным названием города, в основаниях стелл находятся урны с землёй, которая была привезена из Бреста, Волгограда, Киева, Керчи, Ленинграда, Минска, Москвы, Новороссийска, Одессы и Севастополя. Аллея заканчивается основной площадкой на которой водружён Венок Славы.
На плитах воинского кладбища высечены более полутора тысяч имён. С обеих сторон от чаши Вечного огня находятся бюсты Героев Советского Союза Д. Усманова и В. Малясова. Венчает мемориал, установленная на возвышенности скульптура «Скорбящая мать» 
Всего на Братских могилах захоронено 1399 солдат и офицеров, в том числе 27 Героев Советского Союза, некоторые из которых были похоронены здесь уже после открытия мемориала. В 2005 году в мемориальном комплексе был перезахоронен Герой Советского Союза генерал-майор Сабир Рахимов.

## Современное состояние
В настоящее время мемориальный комплекс «Братские могилы» является одной из популярных достопримечательностей города. Традиционно, ежегодно 9 мая здесь проходят торжественные мероприятия с участием узбекистанских военных и иностранных гостей.
В 2016 году на территории мемориального комплекса впервые в Узбекистане была проведена акция «Бессмертный полк». Впоследствии акция стала проводиться ежегодно, кроме 2020 и 2021 годов, когда массовые мероприятия 9 мая были отменены из-за коронавируса, но по согласованию с хакимиятом города, она ограничена только территорией комплекса.
С 2000 года на территории комплекса также проводится акция «Свеча памяти».